# Helicopsyche crispata
Helicopsyche crispata är en nattsländeart som först beskrevs av Pierre L. G. Benoit 1857.  Helicopsyche crispata ingår i släktet Helicopsyche och familjen Helicopsychidae. Inga underarter finns listade i Catalogue of Life.